# 大座頭

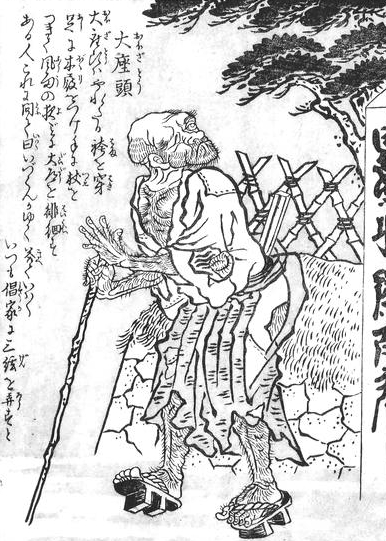
鳥山石燕『今昔百鬼拾遺』より「大座頭」

大座頭（おおざとう）は、鳥山石燕の『今昔百鬼拾遺』にある日本の妖怪。
解説文には以下のようにある。
現代語訳は以下の通り。
大座頭はぼろぼろの袴と木履を履き、杖をついて風雨の降りしきる夜を徘徊する。ある人がこの者に、どこに行くのかと訪ねたところ、「いつも娼家（女郎家）に三味線を弾きに行く」と答えたという。
妖怪研究家・村上健司は、夜に徘徊している座頭の姿を石燕が異形視し、妖怪として描いたとしている。また妖怪研究家・多田克己によれば、江戸時代には座頭は幕府の庇護のもとで金融業にも携わっていたことから、鬼のように恐ろしい借金取りとしての座頭の姿を描いたものとしている。